# Oleschky
Oleschky (ukrainisch Олешки; russisch Алёшки Aljoschki) ist eine Stadt in der südukrainischen Oblast Cherson mit etwa 5000 Einwohnern (2023). Die Stadt war bis Juli 2020 das administrative Zentrum des gleichnamigen Rajons Oleschky.

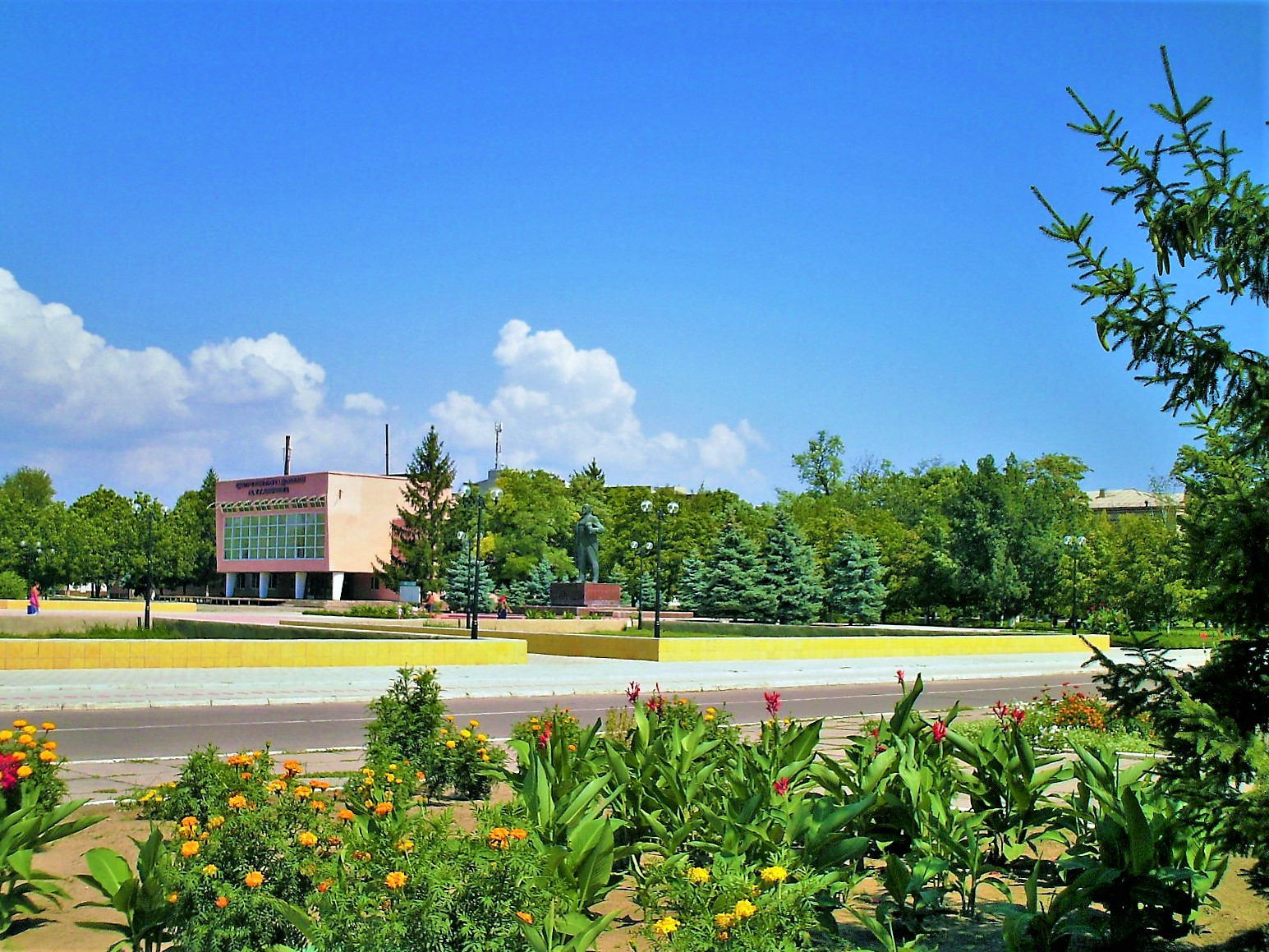
Hauptplatz im Ort

## Geografie
Oleschky liegt am linken Ufer der Konka, eines Seitenarms des Dnepr, oberhalb der Böschung am Rand der 5 Kilometer breiten Flussniederung. Von der Konka zweigt bei Oleschky der Seitenarm Tschaika ab. Die Stadt ist 20 km vom Oblastzentrum Cherson entfernt und befindet sich am südlichen Ende der Zufahrt zu der 1985 eröffneten Antoniwkabrücke über den Dnepr. Über diesen Flussübergang führen die ukrainischen Fernstraßen M 14 und M 17 sowie zugleich ein Abschnitt der Europastraße 97 zwischen Cherson und Simferopol auf der Halbinsel Krim.
Das Industriegebiet von Oleschky ist mit einer Bahnlinie an das Eisenbahnnetz angeschlossen. Die Stadt verfügt über keinen öffentlichen Bahnhof.

## Geschichte
Im Mittelalter befand sich an der Stelle von Oleschky eine Exklave der Kiewer Rus namens Oleschje. Sie ging im Mongolensturm unter. Die heutige Stadt geht auf eine Kosakensiedlung, die Oleschkiwska Sitsch (ukrainisch Олешківська Січ), zurück, die 1711 erstmals urkundlich erwähnt wurde. Später trug sie den Namen Олешки Oleschky (ukrainisch) bzw. russisch Алёшки Aljoschki, 1876 erhielt der Ort erstmals Stadtrechte. Bis 1897 war die Stadt auf 8.999 Einwohner angewachsen, darunter 69,44 % Russen, 21,68 % Ukrainer, 8,19 % Juden, 0,33 % Polen, 0,17 % Tataren und 0,1 % Deutsche. In der ersten Hälfte des 20. Jahrhunderts wurde die Entwicklung der Stadt durch den Russischen Bürgerkrieg, die Hungersnot von 1932/33 und den Zweiten Weltkrieg stark behindert. 1928 wurde sie zu Ehren des hier geborenen sowjetischen Politikers Alexander Zjurupa in Zjurupynsk/Zjurupinsk (ukrainisch Цюрупинськ/ russisch Цюрупинск) umbenannt.
Bis 1956 wuchs die Ortschaft auf 11.700 Einwohner an. Nachdem der Ort zwischenzeitlich den Stadtstatus verloren hatte, wurde dieser 1959 erneut verliehen. In den folgenden Jahrzehnten wuchs die Stadt schnell an, sodass 2007 31.100 Einwohner in ihr lebten, darunter 82 % Ukrainer. Am 19. Mai 2016 wurde der Ort im Zuge der Dekommunisierung in der Ukraine auf seinen alten Namen Oleschky zurückbenannt.
Nach dem russischen Überfall auf die Ukraine am 24. Februar 2022 wurde das Gebiet von Oleschky durch russische Truppen besetzt. Zwei Tage lang dauerten die schweren Kämpfe zwischen russischen und ukrainischen Truppen um den Flussübergang, bis es den Angreifern gelang, die Antoniwkabrücke in Besitz zu nehmen und in den nördlichen Teil der Oblast Cherson einzufallen. Am 8. März fand in der Stadt eine Kundgebung gegen die russische Besatzungsmacht statt. Die Besatzer zerstörten Grabdenkmäler in der Ortschaft. Im September und im November 2022 beschoss die ukrainische Armee Standorte der russischen Truppen in Oleschky. Beim Rückzug über den Dnepr sprengten die russischen Truppen am 11. November 2022 Teile der Antoniwkabrücke. Am 18. April 2023 landeten amphibische Einheiten der ukrainischen Streitkräfte am Ostufer des Dnepr nördlich von Oleschky und begannen einen Brückenkopf zu bilden. Am frühen Morgen des 6. Juni 2023 wurde der flussaufwärts gelegene Kachowkaer Staudamm zerstört (siehe hierzu: Zerstörung des Kachowka-Staudamms). Große Landstriche wurden überschwemmt; Oleschky war davon besonders betroffen: laut dem russischen Statthalter Andrei Aleksejenko stand die Stadt fast vollständig unter Wasser. Die Ukraine ordnete eine Evakuierung der Bezirke an, Alekseenko sagte, dafür brauche man Spezialgerät.

## Verwaltungsgliederung
Am 12. Juni 2020 wurde die Stadt zum Zentrum der neugegründeten Stadtgemeinde Oleschky (ukrainisch Олешківська міська громада/Oleschkiwska miska hromada), zu dieser zählen auch noch die 10 in der untenstehenden Tabelle angeführten Dörfer sowie die Ansiedlungen Pidlisne und Pojma, bis dahin bildete sie zusammen mit dem Dorf Sahy und der Ansiedlung Pojma die gleichnamige Stadtratsgemeinde Oleschky (Олешківська міська рада/Oleschkiwska miska rada) im Nordwesten des Rajons Oleschky.
Seit dem 17. Juli 2020 ist sie ein Teil des Rajons Cherson.
Folgende Orte sind neben dem Hauptort Oleschky Teil der Gemeinde:
| Name                     | Name          | Name                               |
| ukrainisch transkribiert | ukrainisch    | russisch                           |
| ------------------------ | ------------- | ---------------------------------- |
| Kosatschi Laheri         | Козачі Лагері | Казачьи Лагери (Kasatschji Lageri) |
| Kostohrysowe             | Костогризове  | Костогрызово (Kostogrysowo)        |
| Krynky                   | Кринки        | Крынки (Krynki)                    |
| Pidlisne                 | Підлісне      | Подлесное (Podlesnoje)             |
| Pidstepne                | Підстепне     | Подстепное (Podstepnoje)           |
| Pischtschaniwka          | Піщанівка     | Песчановка (Pestschanowka)         |
| Pody                     | Поди          | Поды                               |
| Pojma                    | Пойма         | Пойма (Poima)                      |
| Radensk                  | Раденськ      | Раденск                            |
| Sahy                     | Саги          | Саги (Sagi)                        |
| Solonzi                  | Солонці       | Солонцы (Solonzy)                  |
| Tschelburda              | Челбурда      | Челбурда                           |

## Sonstiges
Ca. 15 km östlich von Oleschky beginnen die nach der Stadt benannten Oleschky-Sande, eine Sandwüste (eigentlich: Halbwüste) von ca. 30 km Durchmesser.

## Personen
- Alexander Dmitrijewitsch Zjurupa (1870–1928), sowjetischer Parlamentarier
- Nina Illiwna Kruglyakova (1885–1974), Bildhauerin
- Juchym Mychajliw (1885–1935), ukrainischer Maler des Symbolismus, Dichter und Kunstwissenschaftler, Vertreter der hingerichteten Wiedergeburt
- Polina Raiko (1928–2004), ukrainische Vertreterin der naiven Kunst. Ihr Haus in Oleschky ist ein nationales Kulturdenkmal der Ukraine